# Slipping Through My Fingers
"Slipping Through My Fingers" is een lied van de Zweedse popgroep ABBA, afkomstig van hun album The Visitors. Het lied is geschreven door Björn Ulvaeus en Benny Andersson en ingezongen door Agnetha Fältskog.
Het lied beschrijft een moeder die zich realiseert hoe snel haar dochter opgroeit, en spijt heeft van het feit dat ze niet meer tijd samen door hebben kunnen brengen. De inspiratie voor het lied kwam van Ulvaeus' en Fältskogs eigen dochter, Linda Ulvaeus, die zeven jaar oud was toen het lied werd geschreven.
Het lied werd alleen in Japan als single uitgebracht, waar het als promotiesingle diende voor The Coca-Cola Company.

## Spaanstalige versie
"Slipping Through My Fingers" kent ook een Spaanstalige versie, "Se Me Está Escapando". De tekst hiervan is geschreven door Buddy en Mary McCluskey. Deze versie van het lied werd in 1982 als single uitgebracht in Spaanstalige landen, en staat op de Zuid-Amerikaanse versie van The Visitors.

## Trivia
- Het lied komt voor in de musical Mamma Mia!, alsmede de verfilming van deze musical. In beide versies wordt het lied gezongen door Donna terwijl ze haar dochter Sophie helpt zich klaar te maken voor haar bruiloft. In deze context blikt ze terug op de voor- en nadelen van het feit dat ze Sophie alleen heeft opgevoed.
- In april 2009 werd het lied gebruikt als ondersteuning van een reeks videoclips en beelden tijdens de begrafenis van televisiester Jade Goody.
- In het ABBA Museum in Stockholm wordt het verhaal achter dit lied verteld en uitgebeeld.

## Evergreen Top 1000
| Evergreen Top 1000 "Slipping Through My Fingers" | Evergreen Top 1000 "Slipping Through My Fingers" | Evergreen Top 1000 "Slipping Through My Fingers" | Evergreen Top 1000 "Slipping Through My Fingers" | Evergreen Top 1000 "Slipping Through My Fingers" | Evergreen Top 1000 "Slipping Through My Fingers" | Evergreen Top 1000 "Slipping Through My Fingers" | Evergreen Top 1000 "Slipping Through My Fingers" | Evergreen Top 1000 "Slipping Through My Fingers" | Evergreen Top 1000 "Slipping Through My Fingers" | Evergreen Top 1000 "Slipping Through My Fingers" | Evergreen Top 1000 "Slipping Through My Fingers" | Evergreen Top 1000 "Slipping Through My Fingers" | Evergreen Top 1000 "Slipping Through My Fingers" | Evergreen Top 1000 "Slipping Through My Fingers" | Evergreen Top 1000 "Slipping Through My Fingers" | Evergreen Top 1000 "Slipping Through My Fingers" |
| Jaar                                             | 2008                                             | 2009                                             | 2010                                             | 2011                                             | 2012                                             | 2013                                             | 2014                                             | 2015                                             | 2016                                             | 2017                                             | 2018                                             | 2019                                             | 2020                                             | 2021                                             | 2022                                             | 2023                                             |
| ------------------------------------------------ | ------------------------------------------------ | ------------------------------------------------ | ------------------------------------------------ | ------------------------------------------------ | ------------------------------------------------ | ------------------------------------------------ | ------------------------------------------------ | ------------------------------------------------ | ------------------------------------------------ | ------------------------------------------------ | ------------------------------------------------ | ------------------------------------------------ | ------------------------------------------------ | ------------------------------------------------ | ------------------------------------------------ | ------------------------------------------------ |
| Positie                                          | -                                                | -                                                | -                                                | -                                                | -                                                | -                                                | -                                                | -                                                | 385                                              | 516                                              | 348                                              | 335                                              | 243                                              | 268                                              | 224                                              | 236                                              |